# Vajay István
Czeczei Vajay István (Mágocs (Somogy megye), 1863. december 11. – Mágocs, 1911. október 4.) katolikus plébános.

## Élete
A gimnázium hat osztályát Veszprémben végezte 1887-ben; ekkor a pécsi papnevelőintézetbe lépett; a gimnázium VI-VIII. osztályait a pécsi ciszterci főgimnáziumban, a teológiát pedig a püspöki líceumban végezte. 1887-ben szenteltetett föl pappá; segédlelkész volt Gödrén, Rácpetrén és Mágocson (Baranya megye). 1892-ben a szalántai kerületben országgyűlési képviselővé választották függetlenségpárti programmal; az 1905-ös általános választások alkalmával újból megválasztották. 1898-tól plébános volt Bölcskén.
Cikkei, elbeszélései, költeményei vannak a Képes Családi Lapokban (1883), a székesfejérvári Szabadságban (1883), a M. Államban (1891. 50. sz.) és melléklapjában, a Szépirodalmi Kertben.

## Munkái
- Le az álarczczal! Pozsony, 1890.
- A holtak birtokán s egyéb elbeszélések. Pécs, 1891. (Ism. Irodalmi Szemle. Eger, 1891. 5. sz.).
- Ezredévi emléksorok. Lelkes választóinak ajánlja. Bpest, 1896. arck. (Németül és horvátul is. Uo. 1896.)

Szerkesztette: A nép igaz barátja c. társadalmi és politikai havi folyóiratot Pécsett 1891 júniustól októberig.